# غريسين
بلدية غريسين (بالإسبانية: Grisén) هي بلدية تقع في مقاطعة سرقسطة التابعة لمنطقة أراغون شمال شرق إسبانيا.

## الديموغرافيا
بلغ عدد سكان بلدية غريسين 563 نسمة عام 2011 (وفقاً للمعهد الوطني الإسباني للإحصاء).
| 480 | 474 | 492 | 484 | 468 | 549 | 563 |